# Église Saint-Amand de Bruch
Pour les articles homonymes, voir Église Saint-Amand.
L’église Saint-Amand est située à Bruch, dans le département de Lot-et-Garonne, en France.

## Historique
La paroisse de Bruch est citée dès 1259. L'église a été construite sur un site situé hors l'enceinte de Bruch.
Les religieuses du prieuré du Paravis entreprennent sa reconstruction dans les années 1520. Des travaux pour la reconstruction de l'église sont cités dans les archives du prieuré pour les années 1523 et 1525, mais les travaux sont arrêtés au niveau supérieur des murs, au départ des voûtes. Les culs-de-lampe et les amorces des voûtes ont été réalisés.
En 1615 un clocher-porche est construit, puis remonté jusqu'au niveau des combles en 1867.
La restauration de l'église est confiée à l'architecte bordelais Léo Courau dans les années 1867-1868. Il entreprend la construction de la voûte d'ogives prévue à l'origine, en remplacement du plafond lambrissé. Son exécution oblige à rehausser les murs et de la couverture.
Le campanile qui surmontait le clocher étant devenu plus bas que la toiture, il est démoli en 1874. Le clocher est terminé en 1893 par l'entrepreneur Arles sur les plans de l'architecte agenais Albert Courau.
Les couvertures de l'église sont reprises en 1909 sous la direction de l'architecte Léopold Payen.
Une opération de restauration est entamée en 2012,.
L'église Saint-Amand a été inscrite au titre des monuments historiques le 22 avril 2005,.